# 偉仕控股
原本以偉仕控股有限公司，簡稱偉仕控股（英語：VST HOLDINGS LIMITED，縮寫：VST HOLDINGS；港交所：0856）的名義，在香港上市的偉仕控股，早在1991年由李佳林（主席及行政總裁）、鄭錦鐘創立，名為「偉仕電腦（香港）有限公司」；股份則在2002年5月19日於香港交易所主板上市。惟李佳林於2012年10月22日在區域法院被裁定10項操控偉仕股價以及16項沒有披露其於偉仕股份的權益罪名成立，被判入獄6個月，及遭禁任上市公司董事1年，成為自《證券及期貨條例》2003年4月生效以來，首次有上市公司主席被裁定操控市場罪成的首例。而偉仕控股亦自2017年8月7日上午9時起正式以偉仕佳杰控股有限公司，簡稱偉仕佳杰（英語：VSTECS HOLDINGS LIMITED，縮寫：VSTECS）之名來買賣。

## 主席被判操控價格罪成
2012年10月31日，區域法院判李佳林在任職偉仕控股主席期間操控偉仕股價罪罪成，被判入獄6個月，及遭禁任上市公司董事1年；至於李佳林早前已承認的16項沒有披露持股狀況罪，則共罰款24萬元及另須繳付證券及期貨事務監察委員會調查費16.8萬元。此案由證監會進行調查，並由律政司代表香港特區政府提出檢控。
案情顯示，於2007年8月至2008年1月期間，李佳林透過操作三個分別以其本身名義持有、與其妻子聯名持有，及以其胞弟名義持有的戶口買賣偉仕股份，進行不涉及偉仕股份實益擁有權轉變的交易。法院裁定上述交易令偉仕的股價上升。
而辯方求情曾指，案發期間偉仕正併購一家新加坡公司，李佳林承受巨大壓力，因而進行涉案股份買賣來「減壓」。由於操控市場屬嚴重罪行，法官強調須判處被告即時監禁。
偉仕當晚發公告稱，李佳林即日辭任主席、行政總裁及執行董事職務；主席一職由非執行董事鄭永和接任，署理行政總裁由營運總監鄒英姿出任。。

## 偉仕佳杰
偉仕佳杰擁有81個辦事處遍佈中國、泰國、馬來西亞、新加坡、印尼、柬埔寨、緬甸、老撾及菲律賓九個國家。現時業務包括移動數字終端、配件、雲計算和大數據分析、網絡及信息安全四大板塊。。
香港總部位於香港上環干諾道中168-200號信德中心招商局大廈33樓3312室。

## 外部連結
- VST.com.hk （页面存档备份，存于）